# Barber County
Barber County je okres ve státě Kansas v USA. K roku 2010 zde žilo 4 861 obyvatel. Správním městem okresu je Medicine Lodge. Celková rozloha okresu činí 2 943 km². Na jihu sousedí se státem Oklahoma.

## Sousední okresy
| Růžice kompasu | Kiowa County    | Pratt County  | Kingman County | Růžice kompasu |
| Růžice kompasu | Comanche County | Sever         | Harper County  | Růžice kompasu |
| Růžice kompasu | Comanche County | Barber County | Harper County  | Růžice kompasu |
| Růžice kompasu | Comanche County | Jih           | Harper County  | Růžice kompasu |
| Růžice kompasu | Woods County    |               | Alfalfa County | Růžice kompasu |